# Sport AG

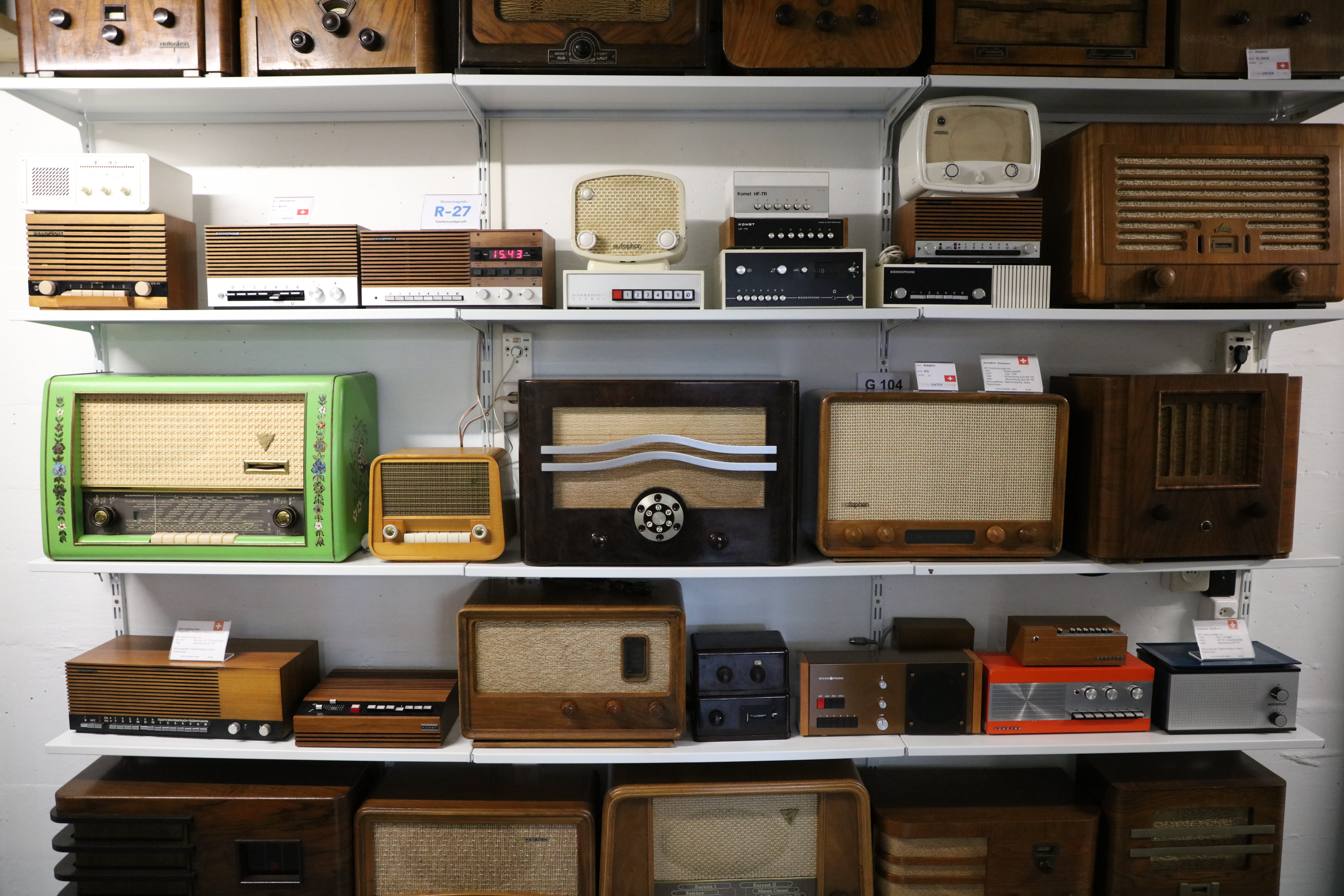
Telefonrundspruch-Empfänger, darunter mindestens 13 Biennophone-Geräte, Museum ENTER

Die Sport AG (ab 1954 Velectra AG) war ein von 1914 bis 1988 bestehendes Schweizer Unternehmen in Biel für Velos, Velozubehör und Schreibmaschinen. Es war Marktführer für Telefonrundspruchempfänger, die wie Radio- und Messgeräte unter dem Markennamen Biennophone hergestellt wurden.

## Geschichte

### Phoebus, HelveticundZesar
Emil Baumgartner (1884–1953) stammte aus einer Uhrmacherfamilie und wurde in Basel zum Koch ausgebildet. Nach einer Tätigkeit im Hotelfach wechselte er in den Velohandel. In Biel eröffnete er am 24. Dezember 1907 ein Velogeschäft in der General-Dufour-Strasse 19. Es folgten die Eigenentwicklung einer Trockenbatterie und 1914 die Eröffnung einer Fabrik in Aegerten. In Biel gründete er 1916 die Sport AG. Diese stellte Taschenlampenbatterien mit den Markennamen Helvetic und Phoebus her und vertrieb Velozubehörteile en gros. Zur Produktion von Phoebus gehörten Velobeleuchtungen (bis 1932 über 500'000 Lampen) mit Dynamos und Sport-Felgenbremsen. Unter den Marken Helvetic und Selecta folgten 1923 Velos. Die Rahmen lieferte Zesar im Austausch gegen Beleuchtung und Bremsen von Phoebus. Ein weiterer Grossabnehmer war der Velohersteller Cosmos in Biel. Zu den Gebäuden am Bieler Unteren Quai kam 1927 ein mehrstöckiges Fabrikationsgebäude in der Plänkestrasse hinzu.

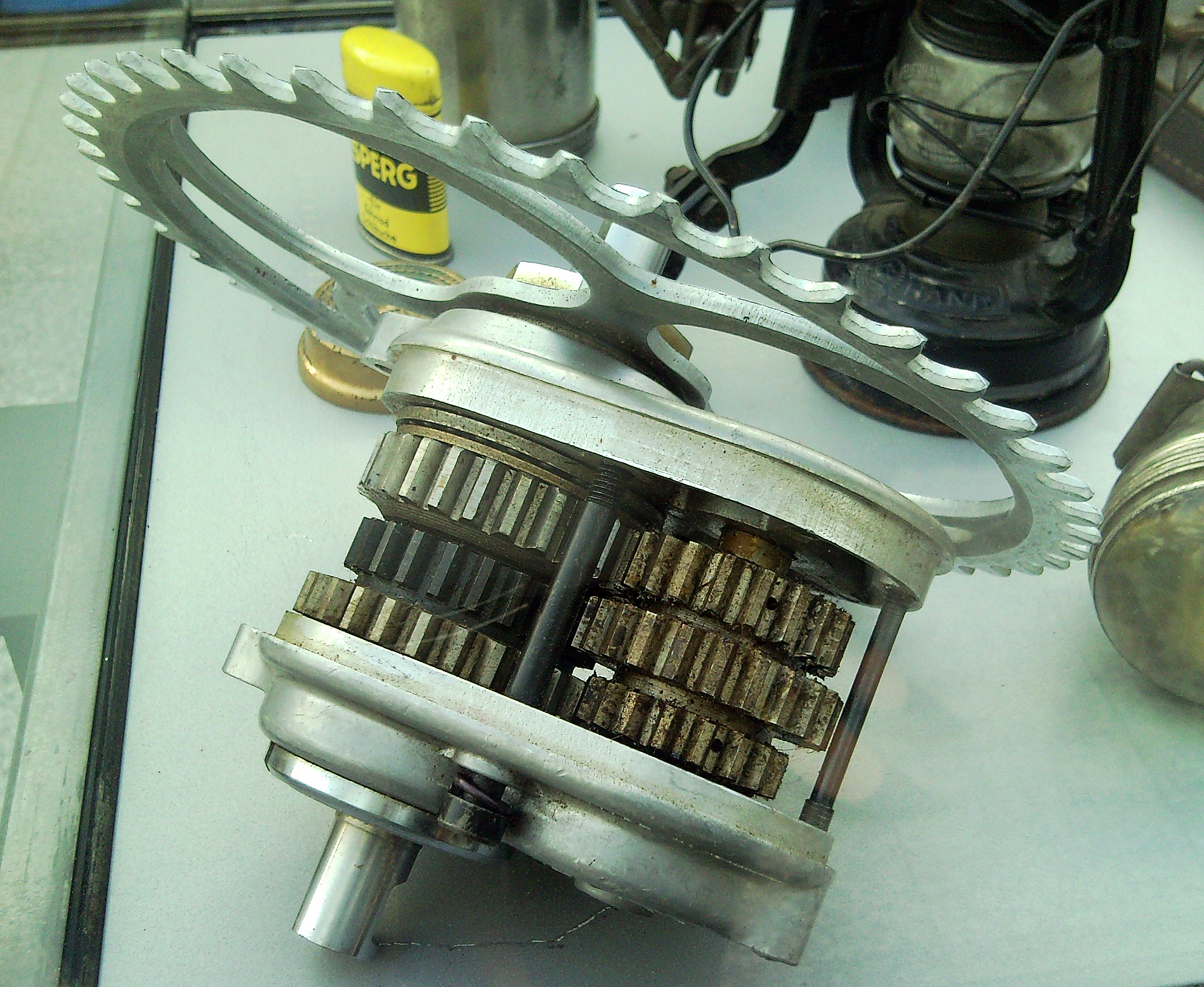
Nabenschaltung «Mutaped» der Marke Phoebus

Baumgartner war Vorsitzender des Verbandes der Schweizer Grossisten und Fabrikanten der Fahrradbranche und gründete 1928 die «Internationale Vereinigung der Grossisten» sowie drei Jahre später das «Centralbureau für den Handel von Fahrrädern und Teilen». Die Sport AG übernahm 1932 den 1926 gegründeten Velohersteller Zesar AG in Nidau. Dieser stellte von 1945 bis 1971 Ordonnanzräder für die Schweizer Armee her. Eine seiner Marken war Speed-King. Bis Mitte der 1980er Jahre stellte die Velectra AG Phoebus-Dynamos her.
Eine besondere Eigenentwicklung war 1935 der Zweigang-Schnellwechsler «Mutaped». Zwei Jahre später wurde die Dreigangversion der Nabenschaltung patentiert.

### Biennophone

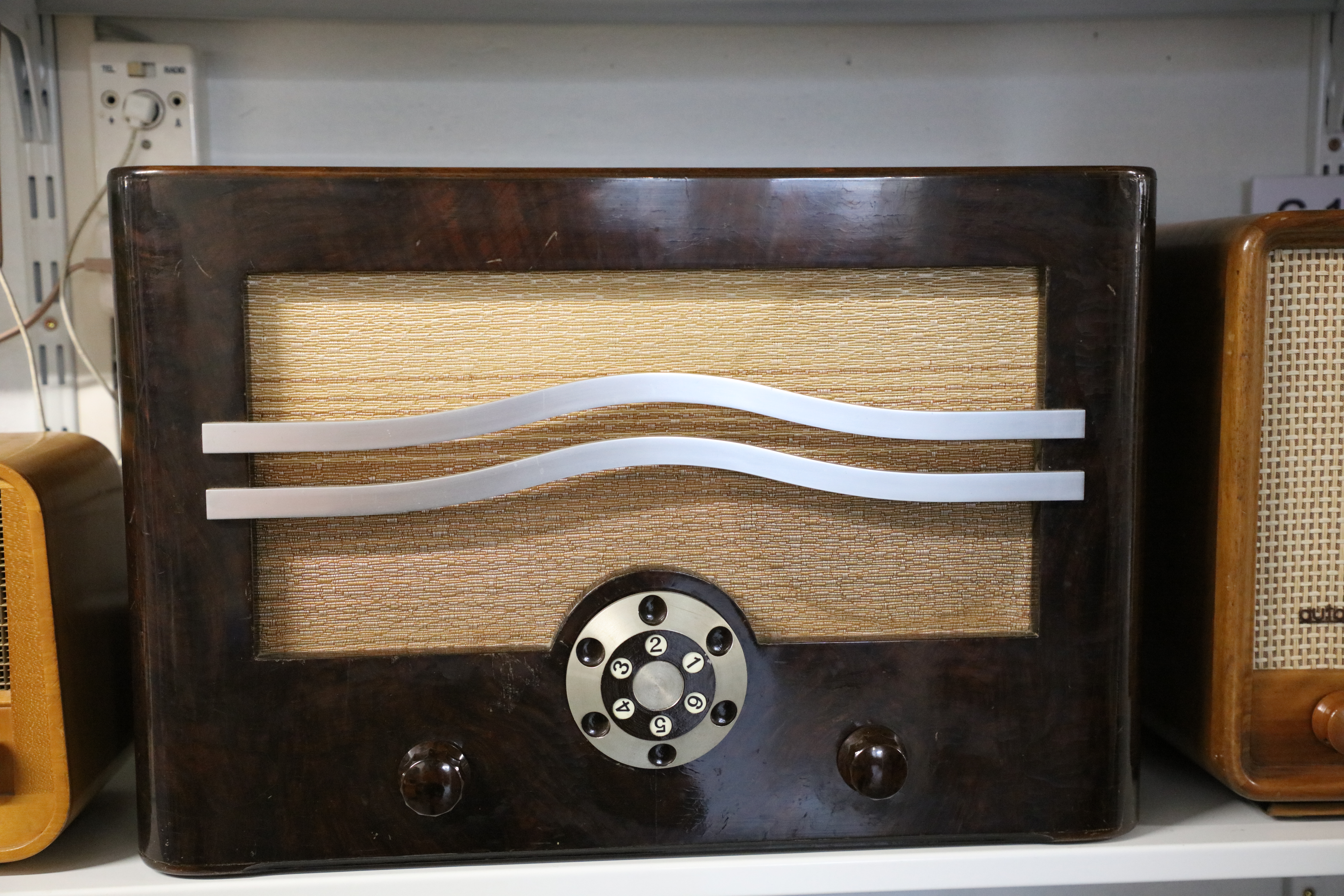
«Modell 84» für Telefonrundspruch (1937)

Unter dem Markennamen Biennophone wurden 1925 Grammophone mit Federwerk gefertigt. Das «Modell BI» wurde 1931 als erstes Radiogerät noch von der Firma Klenk in Stuttgart hergestellt. Im folgenden Jahr nahm die Sport AG die eigene Radioproduktion auf, dazu gehörten Geräte für den Niederfrequenz-Telefonrundspruch (NF-TR; Drahtfunk). Daneben wurden Messgeräte für Schwachstromtechnik hergestellt.
Die Übernahme der Fabrikation der Radiogeräte Funkton von der Firma Messerli in Les Ponts-de-Martel erfolgte 1934. Von 1934 bis 1938 waren die Geräte mit den Marken Biennophone und Funkton baugleich. Als Feldstärkeanzeige verwendeten die Geräte von 1934 bis 1937 ein «Schattenmeter» auf Basis einer Glühlampe. Funkton-Geräte wurden nach 1938 nicht mehr hergestellt. Die Gehäuse der 1930er-Jahre wurden von der Bieler Pianofabrik Burger und Jacobi angefertigt. Für die Firma Seyffer montierte die Sport AG 1936 Chassis der Jura-Geräte. Die ersten Geräte zeigten ein Rotes Dreieck mit Gerätesymbol und Schriftzug als Logo, 1935 wurde der Schriftzug von einer hellen Armbrust und gekreuzten Beilen des Bieler Wappens in einer schwarzen Kartusche begleitet. Eine Harfe erschien erstmals 1938 im Logo, bis 1952 gab es eine Ausführung in Silber, bis 1957 eine in Gold. Ab 1958 gab es nur noch den Schriftzug Biennophone in verschiedenen Ausführungen.
Für die Landesausstellung von 1939 («Landi 39») entwickelte Biennophone für die Post-, Telefon- und Telegrafenbetriebe (PTT) eine Ausstellungsanlage für den hochfrequenten Telefonrundspruch (HF-TR). Bedingt durch den Zweiten Weltkrieg kam 1947 der erste HF-TR-Empfänger von Biennophone auf den Markt. Kriegsbedingt mangelte es auch an Röhren für die Radioproduktion.
In den 1940er Jahren stellte das Unternehmen verschiedenes Übermittlungsmaterial im Auftrag von Bund und Armee her. Messgeräte und Zubehör für den Telefonrundspruch wurden auch für die PTT entwickelt. Beispielsweise wurden Röhrenvoltmeter, Frequenzmesser, Impulsgeneratoren, Störmessempfänger, Störspannungsprüfer hergestellt. Ende der 1950er Jahre kamen Transistorverstärker auf den Markt. Für die Armee wurden um 1960 unter anderem Geschützlautsprecheranlagen, Lautsprecherverstärker und andere Geräte gefertigt.
Biennophone entwickelte 1953 das Modell «Venus» für den UKW-Empfang. Es konnte sich noch gut gegen die ausländische Konkurrenz behaupten. Da viele Schweizer Hersteller diesen Schritt nicht vollzogen, beendeten sie in den 1950er Jahren ihre Produktion. Der Versuch 1956 ins Fernsehgeschäft einzusteigen, wurde nach der Produktion von zwei Modellen und nur einigen hundert Geräten beendet. Unter der Marke Biennophone wurden ab 1957 Fernsehgeräte und Stereoanlagen von Philips vertrieben. Von 1956 bis 1964 baute Velectra Geräte unter der Marke Resonar, da die Qualität des Herstellers Sondyna den Handel nicht zufriedenstellte.
Mit «Fabio» brachte Biennophone 1959 das erste transistorisierte Radio heraus. Der Entwickler hatte zuvor bei Nordmende ein ähnliches Gerät entwickelt. Es gab auch eine Version für den Telefonrundspruch. Drei Jahre später folgte mit «Fabiola» ein UKW-taugliches Gerät. Der Transistorempfänger E-606 wurde ab 1965 für Ortskommandoposten von Armee und Zivilschutz sowie dem Nachrichtenempfang in Schutzräumen hergestellt.
Für die Expo 64 (Landesausstellung 1964) in Lausanne wurden das Geräteprogramm sowie das Design der Geräte modernisiert. Bedingt durch die grosse ausländische Konkurrenz baute die Firma ab 1970 vor allem hochwertige Geräte für den Telefonrundspruch, teils mit eingebautem UKW-Teil. In der Schweiz bestanden 1969 mehr als 400'000 Anschlüsse für den Telefonrundspruch, NF-TR lief um 1960 aus.
Zwischen 1988 und 1995 fertigte ein Unternehmen in Nyon noch einige Modelle unter dem Markennamen Biennophone, die durch einen Grosshändler in Lostorf vertrieben wurden.

### Calanda-Schreibmaschinen
Nachdem im Verlauf des Zweiten Weltkriegs der Absatz von Velos um 70 Prozent zurückging und aus dem Deutschen Reich nur noch wenige Büromaschinen geliefert wurden, kündigte die Sport AG Ende Dezember 1942 «die sofortige serienmässige Herstellung» von Schreibmaschinen unter dem Markennamen Calanda an. Bis 1956 wurden drei Modelle gefertigt. Von 1942 bis 1951 wurden 40'000–55'.000 Exemplare einer tragbaren Kleinschreibmaschine hergestellt. Die beiden folgenden Modelle boten mit 23, 28, und 33 Zentimetern drei verschiedene Wagenbreiten zur Auswahl.

### Umfirmierung und Auflösung
Baumgartner starb im Oktober 1953. Am 26. Mai 1954 wurde der Nominalwert der Aktien der Sport AG halbiert. Ab Juli 1954 firmierte das Unternehmen als Velectra. Die Sport AG kam 1958 in Nachlassliquidation und wurde 1964 als Firma gelöscht. Ein Brand vernichtete 1977 viele Unterlagen. Die Velectra AG war gezwungen 1988 um Nachlassstundung zu ersuchen und wurde in der Folge liquidiert. Das langgestreckte Fabrikationsgebäude in der Bieler Plänkestrasse wurde 2001 abgerissen.
Der Velohersteller Zesar hatte in den 1950er Jahren eine Fabrikation von Mobiliar für den Bildungs- und Industriebereich aufgenommen. Er blieb von den Liquidationen verschont und stellt seit 2005 das Mobiliar in Tavannes her.

## Fussnoten
1. 1 2  Baumgartner, Emil. In: Werner und Marcus Bourquin: Biel. Stadtgeschichtliches Lexikon. Biel 1999. S. 56.
2. 1 2 3  biennophone.ch: Phoebus. Abgerufen am 16. April 2025.
3. ↑  veloklassiker.ch: Geschichte(n) zur Schweizer Velo-Branche. Abgerufen am 16. April 2025.
4. 1 2  Sport AG. In: Werner und Marcus Bourquin: Biel. Stadtgeschichtliches Lexikon. Biel 1999. S. 404.
5. ↑  ordonnanzrad.ch: Hersteller. Abgerufen am 16. April 2025.
6. 1 2 3 4 5 6 7  biennophone.ch: Biennophone. Abgerufen am 16. April 2025.
7. ↑  biennophone.ch: Der «Schattenmeter» von Biennophone. Abgerufen am 16. April 2025.
8. ↑  biennophone.ch: Radios der Marke Funkton. Abgerufen am 16. April 2025.
9. 1 2 3 4  Biennophone, Sport AG, Velectra AG (Funkton, Resonar). In: Ernst Erb: Radios von gestern. Luzern 2020. S. 163–164.
10. ↑  biennophone.ch: Biennophone eine Marke – verschiedene Logos. Abgerufen am 16. April 2025.
11. 1 2  biennophone.ch: Telefonrundspruch NFTR & HFTR / télédiffusion. Abgerufen am 16. April 2025.
12. ↑  biennophone.ch: Diverses. Abgerufen am 16. April 2025.
13. ↑  biennophone.ch: «Fabio». Der erste transistorisierte Radio von Biennophone. Abgerufen am 16. April 2025.
14. ↑  armyradio.wiki: E-606. Transistorempfänger E-606; hergestellt von Velectra, Biel. Abgerufen am 16. April 2025.
15. ↑  sommeregger.name: Calanda. Sport A.G., Biel / Sport S.A., Bienne. Abgerufen am 16. April 2025.
16. ↑  biennophone.ch: Fotografien der Aktien. Abgerufen am 16. April 2025.
17. ↑  biennophone.ch: Fotografie. Abgerufen am 16. April 2025.
18. ↑  zweisprachigkeit.ch: ZESAR: die erste Firma des Berner Jura, die das Label für die Zweisprachigkeit erhält. PDF, abgerufen am 16. April 2025.